# Abel Figueiredo Luís
Abel Figueiredo Luís (Sagres, 13 de Setembro de 1902 - Lagos, 11 de Junho de 1971), foi um empresário português.

## Biografia
Nasceu na aldeia de Sagres, no concelho de Vila do Bispo, em 13 de Setembro de 1902.
Em 1927, fundou uma empresa de camionagem de passageiros, com o objecto de estabelecer carreiras de autocarro entre Lagos e Sagres. Também criou carreiras entre Lagos e Portimão, Odeceixe, Odemira e Barão de São Miguel, entre Odemira e São Martinho das Amoreiras e Praia da Zambujeira e entre a Praia da Luz e Burgau.
Em 1955, vendeu a sua firma à empresa de camionagem Setubalense, passando a dedicar-se às conservas, pescas e exploração agro-pecuária.
Faleceu em 11 de Junho de 1971, na cidade de Lagos.

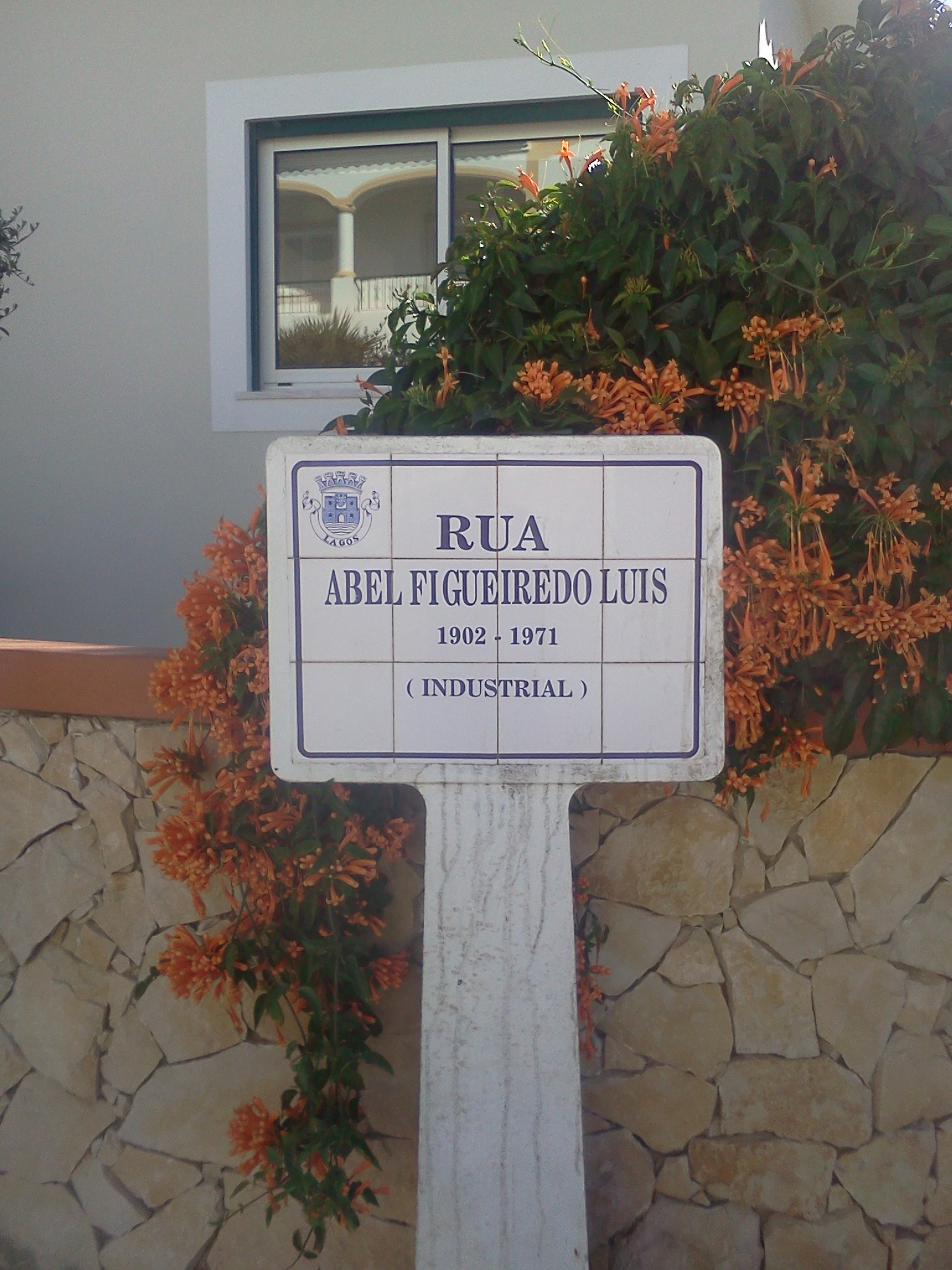
Placa toponímica da Rua Abel Figueiredo Luis, em Lagos.

## Homenagens
O nome de Abel Figueiredo Luís foi colocado numa rua da cidade de Lagos.